# فدراسیون بین‌المللی بوکس
فدراسیون بین‌المللی بوکس (انگلیسی: International Boxing Federation) یکی از چهار سازمان بزرگ ورزش بوکس است که توسط تالار مشاهیر بین‌اللملی بوکس به رسمیت شناخته شده‌است.
این فدراسیون که در سال ۱۹۸۳ تأسیس شده مقر آن در شهر اسپرینگفیلد، نیوجرسی، ایالات متحده آمریکا است.